# Oligoménorrhée
 Mise en garde médicale
L'oligoménorrhée est l’insuffisance des règles ou menstruation. Elle définit des périodes de cycles menstruels anormalement rares qui se produisent à des intervalles de plus de 35 jours (entre quatre et neuf périodes dans une année) avec une abondance anormalement faible.